# 스포츠A
《스포츠A》은 채널A에서 2019년 9월 23일부터 2022년 7월 29일까지 방송되었던 스포츠 종합 뉴스 프로그램으로 2019년 9월 23일부터 2022년 7월 29일까지 《뉴스A》 후속으로 편성되었다.

## 앵커
- 윤태진 아나운서